# Mark Rutte
Mark Rutte (* 14. února 1967 Haag) je nizozemský politik, v letech 2010–2024 předseda vlády a šéf Rady ministrů Nizozemského království a v letech 2006–2010 poslanec dolní komory (Tweede Kamer). Od června 2006 do poloviny srpna   2023 zastával post lídra Lidové strany pro svobodu a demokracii. Od 1. října 2024 působí jako generální tajemník NATO.

## Biografie
V letech 1979–1985 absolvoval gymnázium zaměřené na umění. Původně chtěl vystudovat konzervatoř a stát se koncertním klavíristou.
Roku 1992 ukončil studium na Leidenské univerzitě, kde získal titul magistra v oboru historie. Poté začal pracovat v soukromém sektoru jako manažer firem Unilever a Calvé. V letech 1997–2000 byl zaměstnancem Van den Bergh Nederland, člena skupiny Unilever. V roce 2000 se stal členem Corporate Human Resources Group a od roku 2002 vedl oblast lidských zdrojů pro IgloMora Groep, opět patřící Unileveru.
V letech 2002–2004 působil jako státní sekretář (náměstek ministra, který je členem vlády) práce a sociálních věcí, poté dva roky 2004–2006 jako státní sekretář pro vzdělání, kulturu a vědu.
Po parlamentních volbách v červnu 2010 sestavil jako lídr VVD koaliční menšinový kabinet spolu s Křesťanskodemokratickou výzvou (CDA) za podpory Strany pro svobodu (PVV), který byl jmenován královnou 14. října. Po předčasných parlamentních volbách v září 2012 sestavil znovu jako lídr VVD další vládu, tentokrát většinovou koalici společně se Stranou práce.
V březnu 2024 pohrozil uvalením sankcí na Izrael, pokud izraelská armáda zahájí rozsáhlou invazi do Rafahu v Gaze s tím, že útok by měl pro Izrael „politické důsledky“. V červnu 2024 byl zvolen novým generálním tajemníkem Severoatlantické aliance, přičemž funkce se ujal 1. října téhož roku, když nahradil dosavadního generálního tajemníka Jense Stoltenberga.